# Arnold Wyten
Arnold Wyten fut le 27e abbé de l'abbaye de Parc de 1494 à 1515. Cet établissement religieux fondé en 1129 et toujours en activité en 2021, est située en Belgique, à Heverlee, près de Louvain, dans le Brabant flamand. 
L'abbé Arnold Wyten a poursuivi les démarches de son prédécesseur, l'abbé Thierry van Tuldel, pour remettre davantage de morale au sein de l'ordre des Prémontrés, en dénonçant pour cela les commendes et en travaillant fortement à la réforme des Statuts. Il s'est engagé pour le maintien des privilèges de l'ordre.
Le pape Jules II rédigea après coup une bulle qui se trouve en tête des nouveaux statuts.

## Chronologie
Arnold Wyten naît à Hilvarenbeek. C'est le neveu du précédent abbé, Thierry van Tuldel, du côté de la sœur de van Tuldel.
Il devient profès en 1481, sous-prieur en 1487, coadjuteur de l'abbé précédent en 1492, et lui succède en octobre 1494, à l'âge de 33 ans. Il prend à la fin de sa vie comme coadjuteur, le révérend Ambroise van Engelen, qui est confirmé par la suite à la tête de l'abbaye de Parc par le vote des religieux.
Mort le 19 septembre 1515, il est inhumé près de son prédécesseur Thierry van Tuldel.

## Abbatiat

### Intendance
Du temps de l'abbé Arnold Wyten, quatorze religieux furent acceptés à l'abbaye de Parc.
Il fait construire un vaste bâtiment à des fins d'hospice pour les étrangers, fait bâtir une galerie près de l'entrée principale utilisée plus tard comme remise pour la ferme, fait agrandir le refuge de Louvain pour accueillir une tourelle en pierre blanche consacrée aux archives.

### Activité religieuse
L'abbé Arnold Wyten est visiteur pour la province de Frise.
Il continue les démarches de son prédécesseur, l'abbé Thierry van Tuldel, pour remettre davantage de morale au sein de l'ordre des Prémontrés, cela en surveillant les commendes car elles sont ressenties comme de véritables usurpations, et en travaillant fortement à la réforme des Statuts. De la même façon, il suit les traces de son oncle vis-à-vis des efforts consentis pour le maintien des privilèges de l'ordre.
En 1501, il fait partie de la commission nommée pour l'examen des statuts, présente son travail l'année suivante au Souverain pontife, se rendant pour cela à Rome en compagnie des abbés de l'abbaye Saint-Michel d'Anvers et de l'abbaye Saint-Nicolas de Furnes. Le pape Jules II rédige alors une bulle qui se trouve en tête des nouveaux Statuts.

Armoiries de l'ordre des Prémontrés.
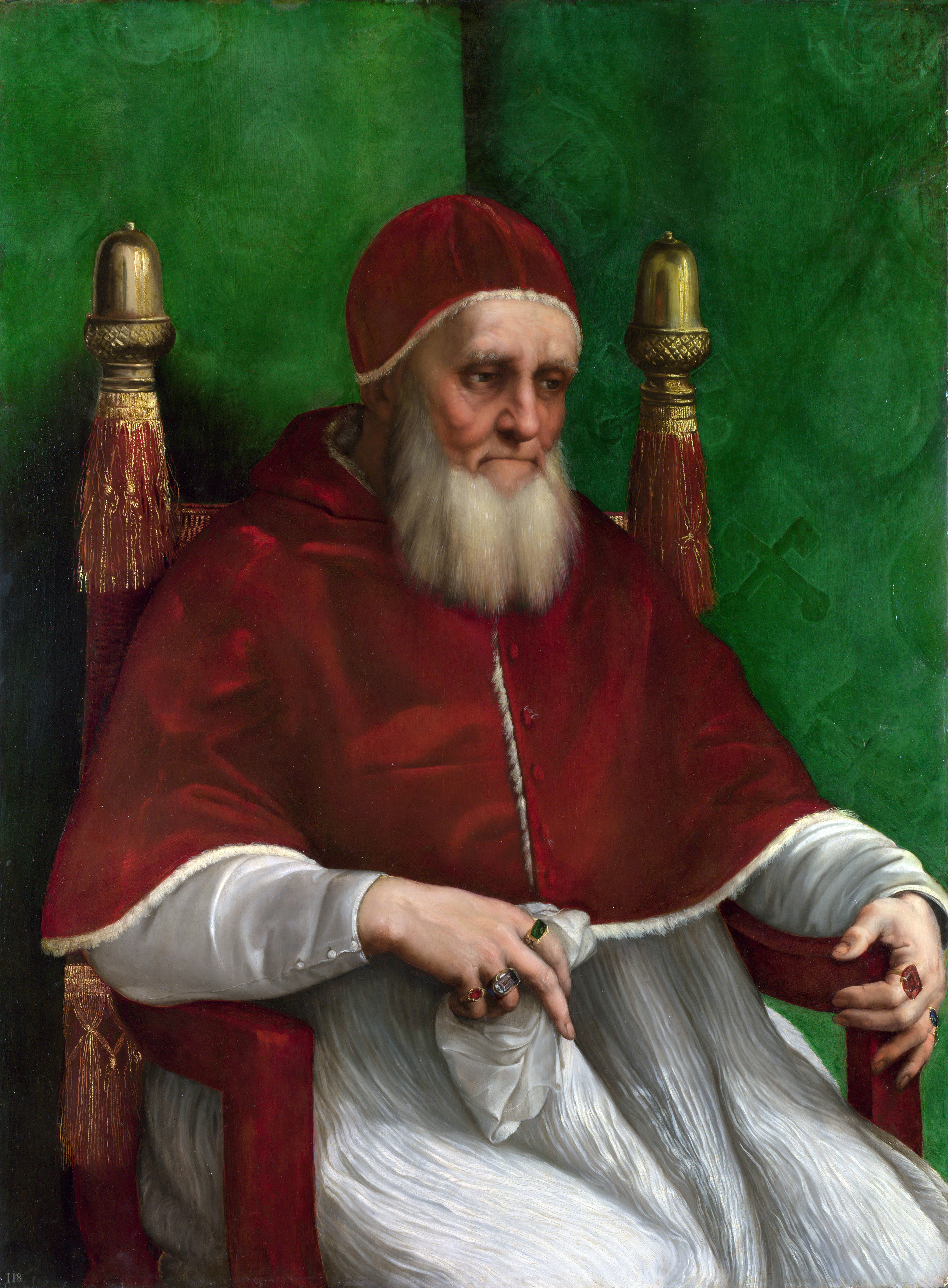
Le pape Jules II.

## Postérité

### Indication posthume
Dans son ouvrage mentionné dans la section « Bibliographie », J.E. Jansen accompagne la chronologie de l'abbé Arnold Wyten d'une indication en latin le concernant et qu'un outil informatique traduit par : « À l'instar de son oncle et prédécesseur, admirablement concentré, ses vertus et le suivi exemplaire des ouvrages pontificaux sont honorés et encouragés, afin de défendre l'immunité de l'église contre les exactions des princes laïques. »

### Armes de l'abbé

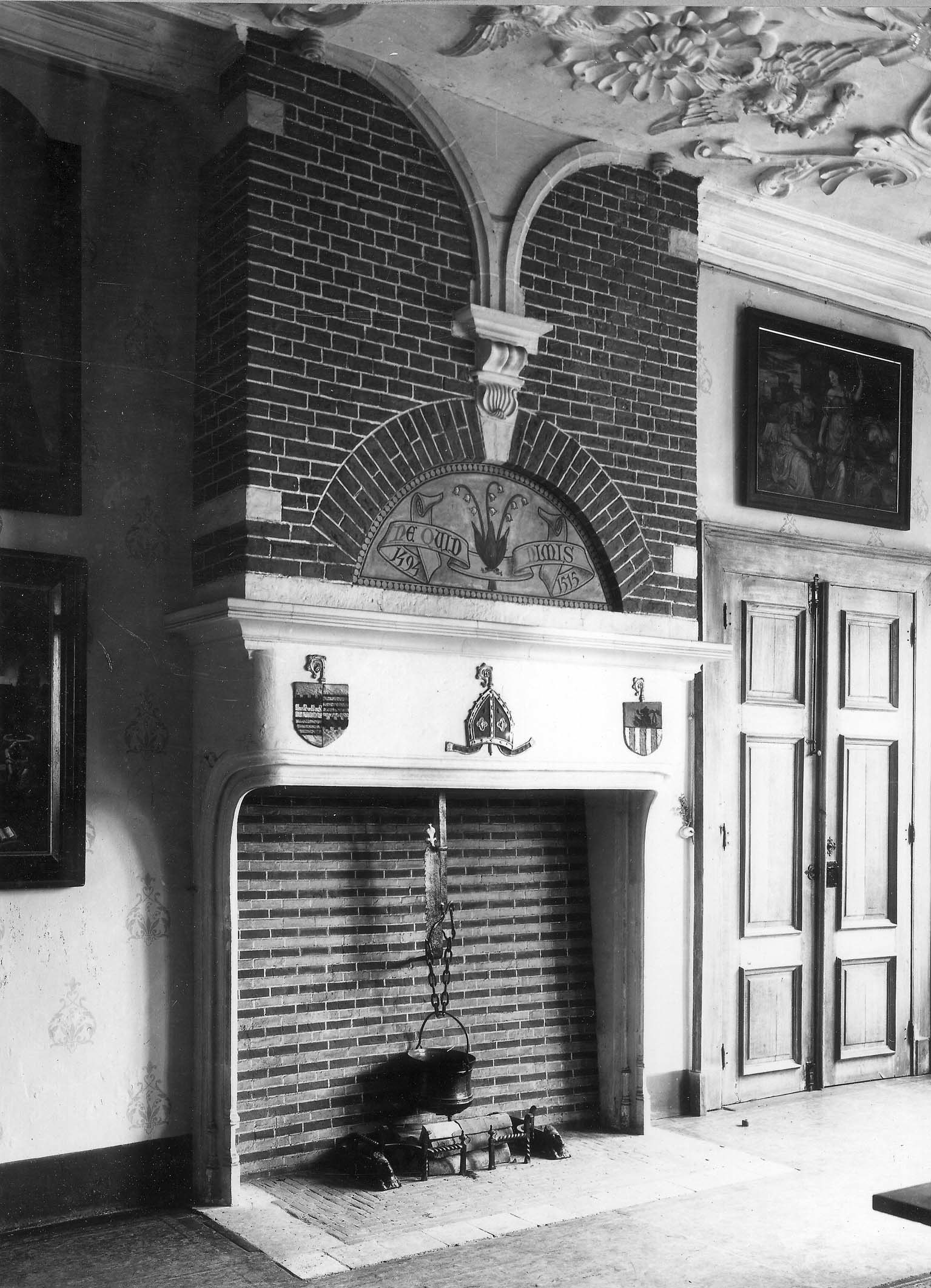
Blason d'Arnold Wyten, à gauche sur la cheminée de la salle des prélats, au rez-de-chaussée de l'abbaye de Parc.

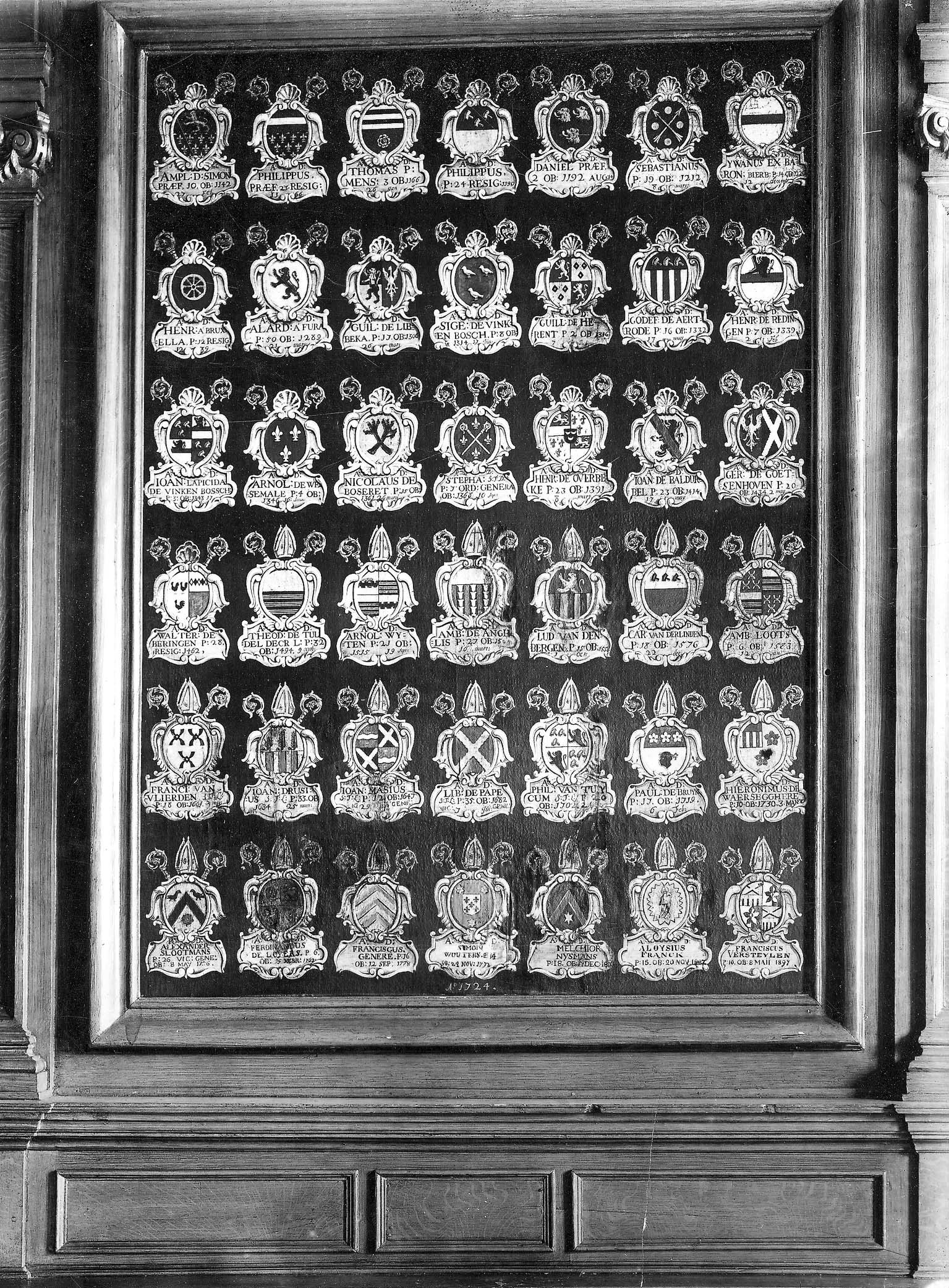
Tableau des armes des abbés de Parc (1724).

L'abbé Arnold Wyten possède des armes qui se blasonnent : « écartelé, au 1 et 4 d'or à une fasce bretessée et contre-bretessée de sable, au 2 et 3 de sable à trois jumelles d'argent au chef d'or plain ». Ces armes anciennes sont représentées à l'abbaye de Parc, reposant sur la cheminée du salon et dans les fenêtres du cloître, ainsi que sur certains vitraux situés dans la tourelle du refuge de Louvain, vitraux exécutés par le peintre-verrier Henri Van Schoenbergen,. On les retrouve aussi dans le tableau récapitulatif des armes des abbés qui existe à l'abbaye de Parc.
Les armes de l'abbé Arnold Wyten peuvent être comparées directement à celles des autres abbés en consultant l'armorial des abbés de Parc.